# Montaverner
Montaverner é um município da Espanha na província de Valência, Comunidade Valenciana. Tem 7,4 km² de área e em 2021 tinha 1 630 habitantes (densidade: 220,3 hab./km²).

## Demografia
| Variação demográfica do município entre 1991 e 2004 | Variação demográfica do município entre 1991 e 2004 | Variação demográfica do município entre 1991 e 2004 | Variação demográfica do município entre 1991 e 2004 |
| --------------------------------------------------- | --------------------------------------------------- | --------------------------------------------------- | --------------------------------------------------- |
| 1991                                                | 1996                                                | 2001                                                | 2004                                                |
| 1658                                                | 1711                                                | 1724                                                | 1748                                                |